# العلاقات البوروندية الفنزويلية
العلاقات البوروندية الفنزويلية هي العلاقات الثنائية التي تجمع بين بوروندي وفنزويلا.

## مقارنة بين البلدين
هذه مقارنة عامة ومرجعية للدولتين:
| وجه المقارنة                                              | بوروندي                                    | فنزويلا                                  |
| --------------------------------------------------------- | ------------------------------------------ | ---------------------------------------- |
| المساحة (كم2)                                             | 27.83 ألف                                  | 916.45 ألف                               |
| عدد السكان (نسمة)                                         | 10.86 مليون                                | 28.87 مليون                              |
| الكثافة السكانية (ن./كم²)                                 | 390.23                                     | 31.5                                     |
| العاصمة                                                   | بوجومبورا، جيتيغا                          | كاراكاس                                  |
| اللغة الرسمية                                             | اللغة الكيروندية، لغة فرنسية، لغة إنجليزية | اللغة الإسبانية، لغة الإشارة الفنزويلية ‏ |
| العملة                                                    | فرنك بوروندي                               | بوليفار فنزويلي                          |
| الناتج المحلي الإجمالي (بليون دولار)                      | 3.48 مليار                                 | 482.36 مليار                             |
| الناتج المحلي الإجمالي (تعادل القوة الشرائية) بليون دولار | 8.13 مليار                                 |                                          |
| الناتج المحلي الإجمالي الاسمي للفرد دولار أمريكي          | 277                                        |                                          |
| الناتج المحلي الإجمالي للفرد دولار أمريكي                 | 77                                         |                                          |
| مؤشر التنمية البشرية                                      | 0.400                                      | 0.762                                    |
| رمز المكالمات الدولي                                      | +257                                       | +58                                      |
| رمز الإنترنت                                              | .bi                                        | .ve                                      |
| المنطقة الزمنية                                           | ت ع م+02:00                                | 00                                       |

## منظمات دولية مشتركة
يشترك البلدان في عضوية مجموعة من المنظمات الدولية، منها:
| علم المنظمة | اسم المنظمة                        | تاريخ انضمام بوروندي | تاريخ انضمام فنزويلا |
| ----------- | ---------------------------------- | -------------------- | -------------------- |
|             | يونسكو                             | 16 نوفمبر 1962       | 25 نوفمبر 1946       |
|             | وكالة ضمان الاستثمار متعدد الأطراف | 10 مارس 1998         | 9 مايو 1994          |
|             | الأمم المتحدة                      | 18 سبتمبر 1962       | 15 نوفمبر 1945       |
|             | الاتحاد البريدي العالمي            | ?                    | ?                    |
|             | البنك الدولي للإنشاء والتعمير      | 28 سبتمبر 1963       | 30 ديسمبر 1946       |
|             | الاتحاد الدولي للاتصالات           | 16 فبراير 1963       | 13 أغسطس 1920        |
|             | منظمة حظر الأسلحة الكيميائية       | ?                    | ?                    |
|             | مؤسسة التمويل الدولية              | 28 نوفمبر 1979       | 28 ديسمبر 1956       |
|             | منظمة التجارة العالمية             | 23 يوليو 1995        | ?                    |
|             | منظمة الشرطة الجنائية الدولية      | ?                    | ?                    |

## وصلات خارجية
- موقع وزارة الخارجية الفنزويلية